# Eriocrania chrysolepidella
Eriocrania chrysolepidella là một loài bướm đêm thuộc họ Eriocraniidae. Nó được tìm thấy ở châu Âu, from Phần Lan to Pyrenees và Ý, và from Ireland to România.
Sải cánh dài khoảng 11 mm. The moth gặp ở tháng 4 tùy theo địa điểm.
The larvae ăn lá các loài Corylus và Carpinus.